# 協進大樓
協進大樓是上海市的一座歷史建築，位於圓明園路169號。協進大樓完工於1924年，得名於中華全國基督教協進會。該建築被列入上海市第五批優秀歷史建築名單。